# Joseph Lebeau
Jean Louis Joseph Lebeau (3. januar 1794 i Huy –  19. marts 1865 i Huy) var en liberal belgisk statsmand.
Lebeau læste jura i Liege og blev advokat i Liege i 1819. Desuden var han avisskribent og bidrog som redaktør af det politiske tidsskrift Matthieu Laensberg sammen med Charles Rogier og Paul Devaux væsentligt til etableringen af unionen mellem den liberale og den katolske opposition mod regeringen i det Forenede kongerige Nederlandene.
Under den belgiske revolution i 1830 blev Lebeau medlem af nationalkongressen og gik her kraftigt ind for Belgiens uafhængighed. Den 28. marts 1831 blev han udenrigsminister i regenten Surlet de Chokiers 2. regering. Han foranledigede valget af prins Leopold af Sachsen-Coburg til konge af Belgien og var medlem af den delegation som skulle overbringe den nye konge dokumentet som valget. For ikke at blive mistænkt for at ville opnå personlige fordele opgav han sin ministerpost, men blev under kong Leopold igen justitsminister den  20. oktober 1832. Efter uro i april 1834 trådte han ud af regeringen og blev guvernør af Namur. I 1839 blev han ekstraordinær gesandt ved det Tyske forbund.
Den 18. april 1840 blev han igen udenrigsminister og samtidig premierminister. Da angrebene fra det katolske parti i begge parlamentets kamre voksede på hans regering og da kongen nægtede at opløse parlamentet trådte Lebeau tilbage den 13. april 1841 og med ham næsten hele regeringen. Som parlamentsmedlem og udgiver var han også herefter fortaler for de liberale principper overfor det kirkelige parti. Først i efteråret 1864 opgav han af helbredsgrunde at blive genvalgt til parlamentet.

### Værker
- La Belgique depuis 1847. Brüssel 1852 (4 bind)
- Lettres aux electeurs belges. Brüssel 1853-1856 (8 bind)
- Souvenirs personnels et correspondance diplomatique 1824–1841. Hrsg. v. A. Freson, Brüssel 1883

### Biografi
- Théodore Juste: Joseph Lebeau. Brüssel 1865